# Pauline Biscarat
Pauline Biscarat (8 de maio de 1989) é uma jogadora de rugby sevens francesa.

## Carreira
Pauline Biscarat integrou o elenco da Seleção Francesa Feminina de Rugbi de Sevens, na Rio 2016, que foi 6º colocada.